# Classe Trafalgar (sous-marin)
Pour les autres classes de navires du même nom, voir Classe Trafalgar.
Les sous-marins nucléaires d'attaque de la classe Trafalgar furent mis en service par la Royal Navy à partir de 1981.
Cette classe de sept sous-marins modernes et silencieux est très disparate au vu des nombreuses modifications apportées à l'électronique et l'armement au fil des refontes.
Certains sont très bien armés (Tomahawk + Spearfish).
L'ensemble des sous-marins de la classe Trafalgar devraient être désarmés d'ici 2024 et remplacés par des sous-marins de classe Astute.

## Liste des navires
| Nom           | Pennant number | Mise sur cale   | Date de lancement | Mise en service  | Date de retrait |
| ------------- | -------------- | --------------- | ----------------- | ---------------- | --------------- |
| HMS Trafalgar | S 107          | 25 avril 1978   | 1er juillet 1981  | 13 juillet 1983  | 4 décembre 2009 |
| HMS Turbulent | S 87           | 8 mai 1980      | 1er décembre 1982 | 30 juillet 1984  | 14 juillet 2012 |
| HMS Tireless  | S 88           | 6 juin 1981     | 17 mars 1984      | 30 octobre 1985  | 19 juin 2014    |
| HMS Torbay    | S 90           | 3 décembre 1982 | 8 mars 1985       | 2 mars 1987      | 14 juillet 2017 |
| HMS Trenchant | S 91           | 28 octobre 1985 | 3 novembre 1986   | 7 février 1989   | 20 mai 2022     |
| HMS Talent    | S 92           | 13 mai 1986     | 15 avril 1988     | 12 décembre 1990 | 20 mai 2022     |
| HMS Triumph   | S 93           | 2 février 1987  | 16 février 1991   | 12 octobre 1991  | 18 Juillet 2025 |

## Galerie de photographies

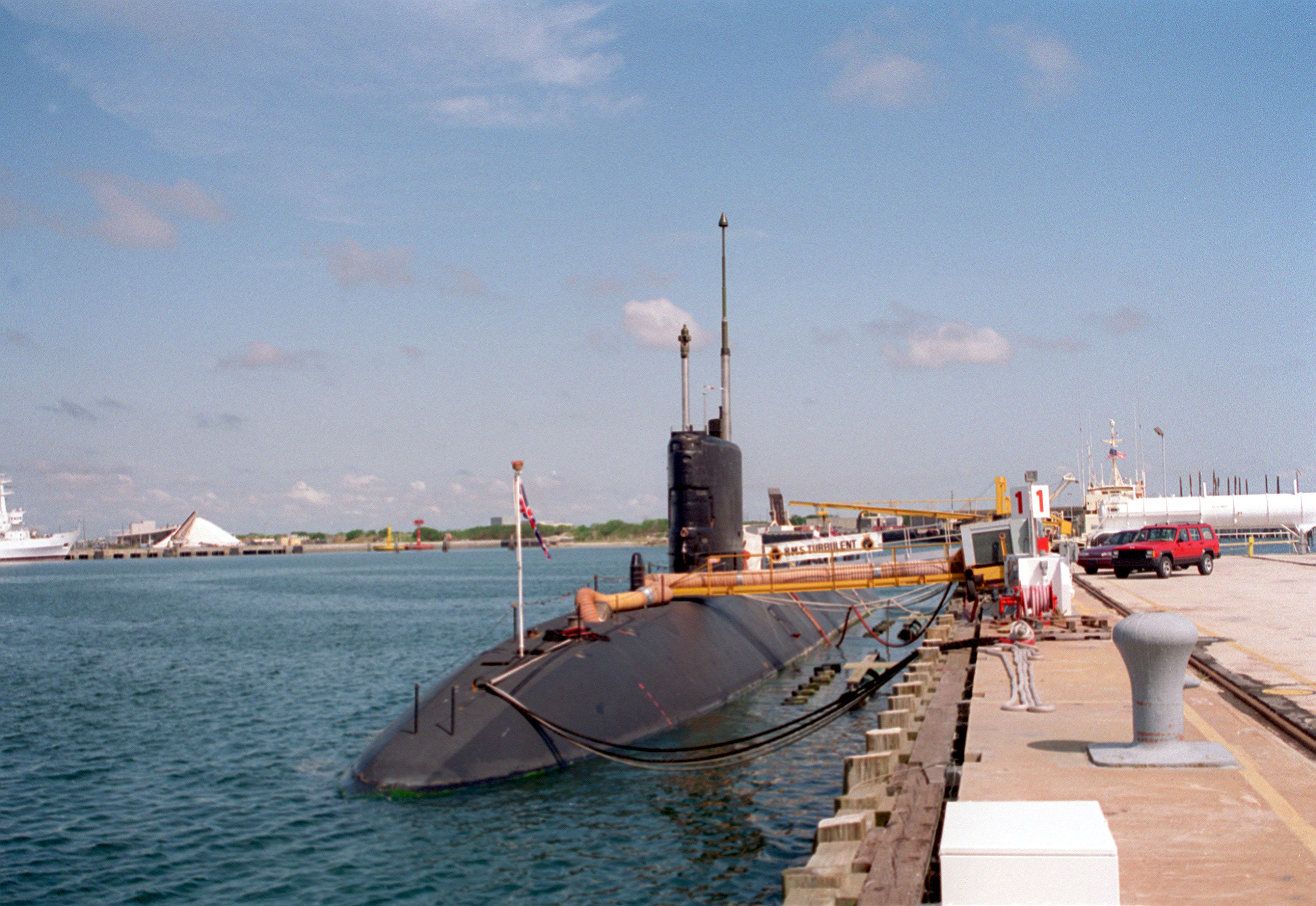
HMS Turbulent S87, Port Canaveral, Floride, en 1993.
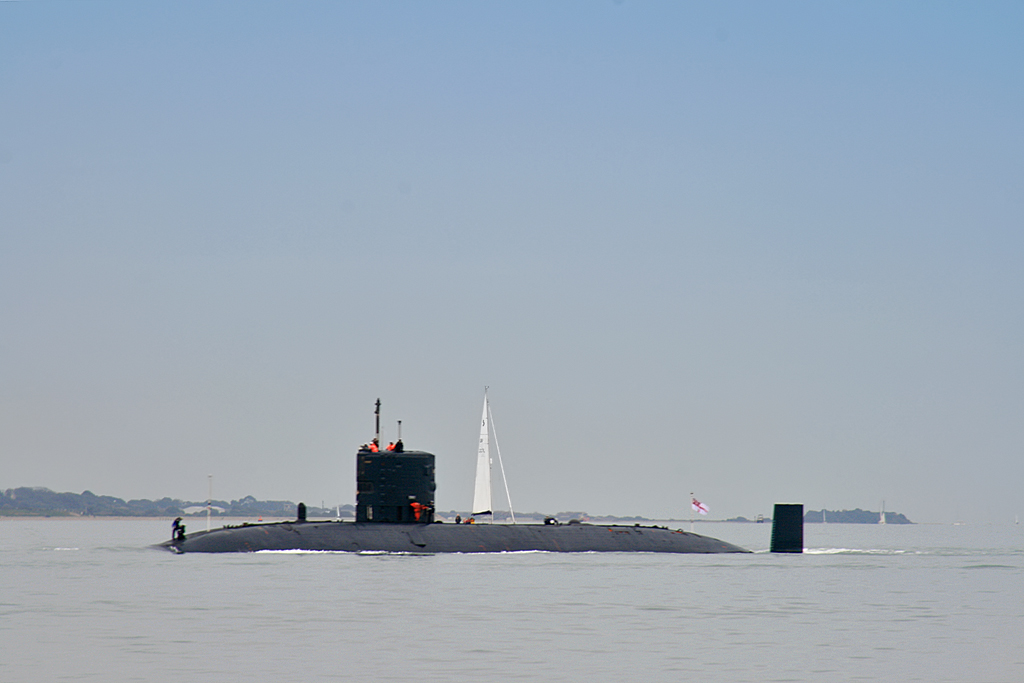
HMS Torbay S90, le 13 novembre 2010, Port de Southampton
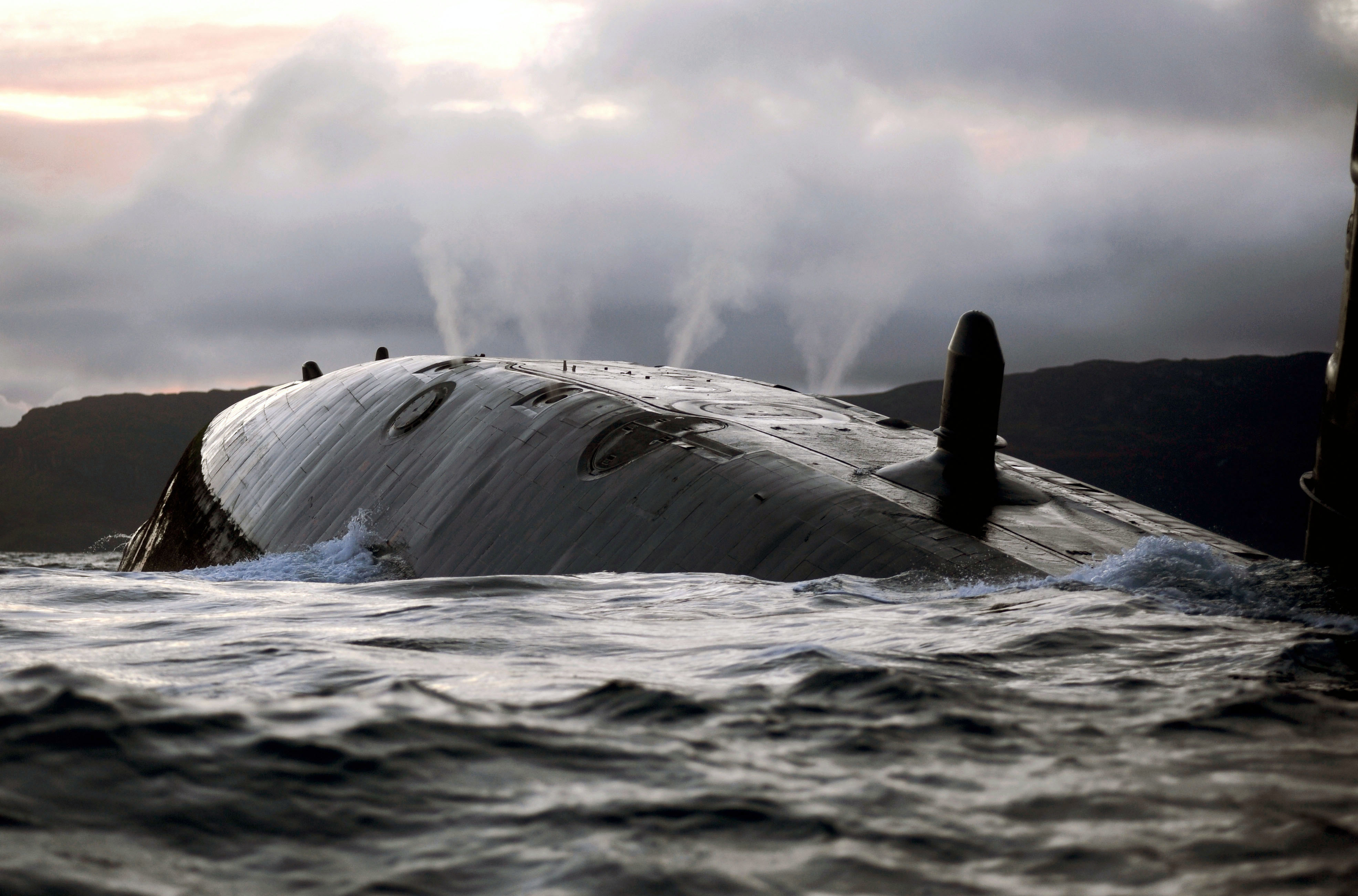
HMS Talent S92 faisant surface, Kyle of Lochalsh (2009)
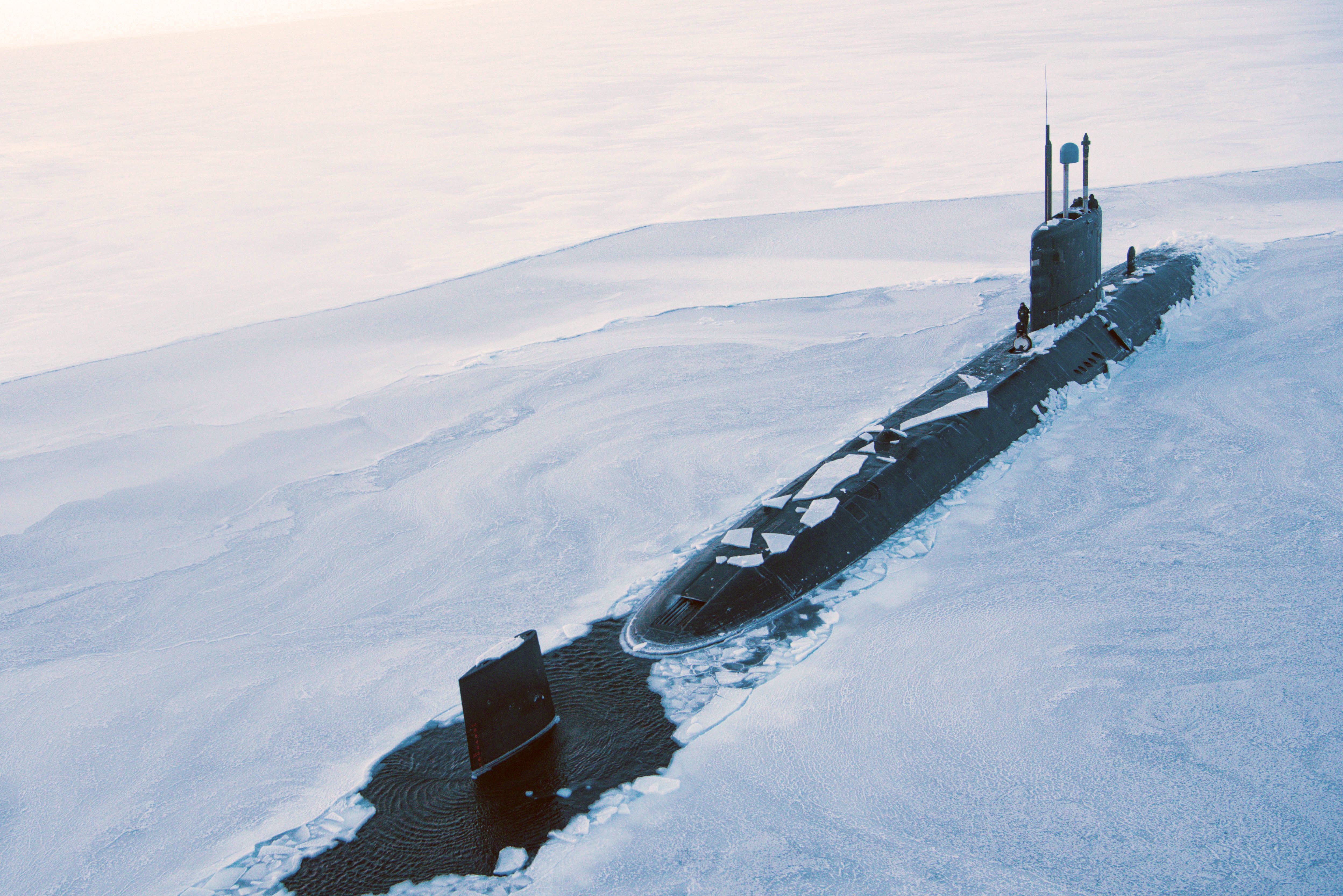
HMS Trenchant S91 cassant la glace Arctique pendant le Ice Exercise 18 (ICEX) en 2018.
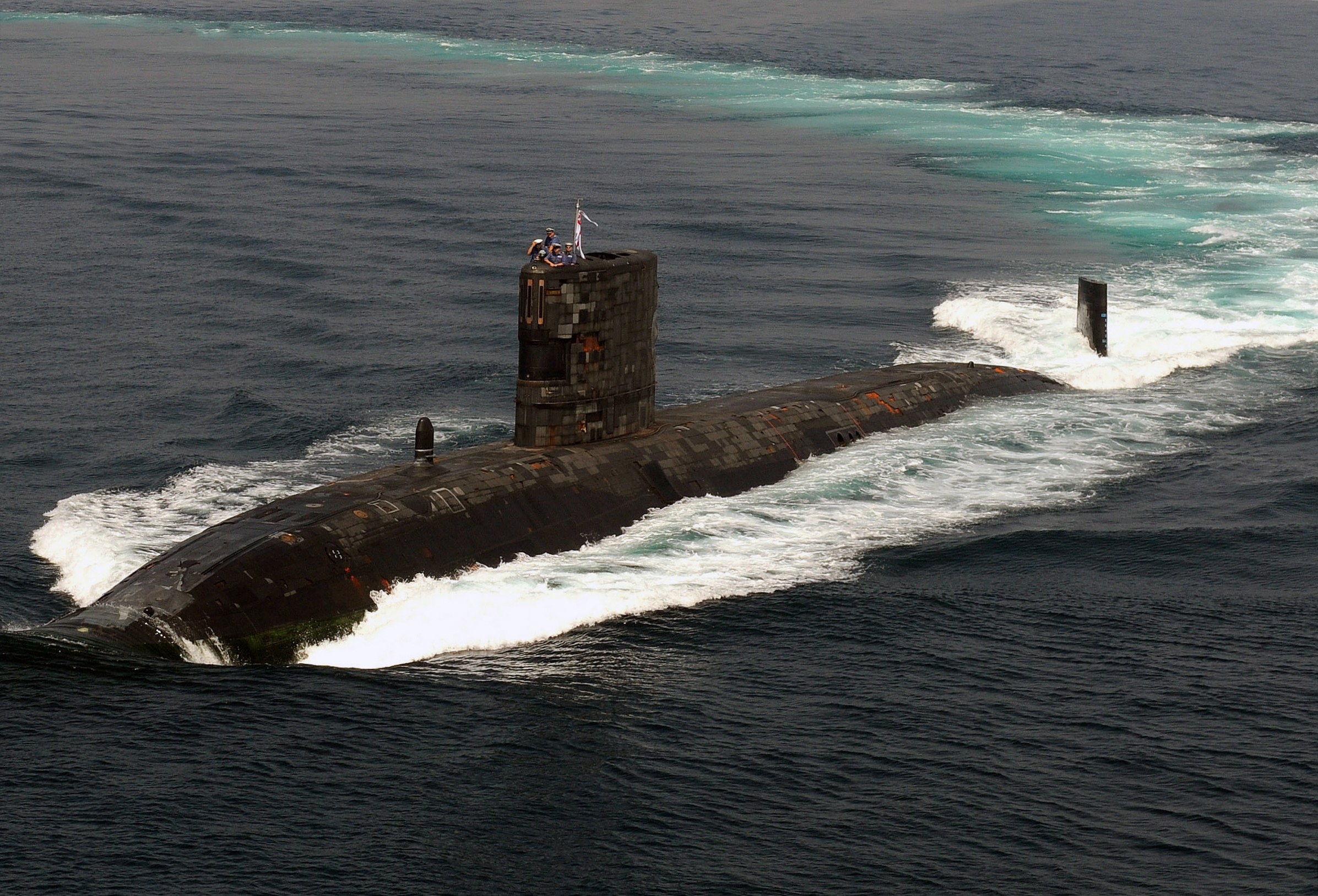
HMS Tireless S88 en mer (2012).
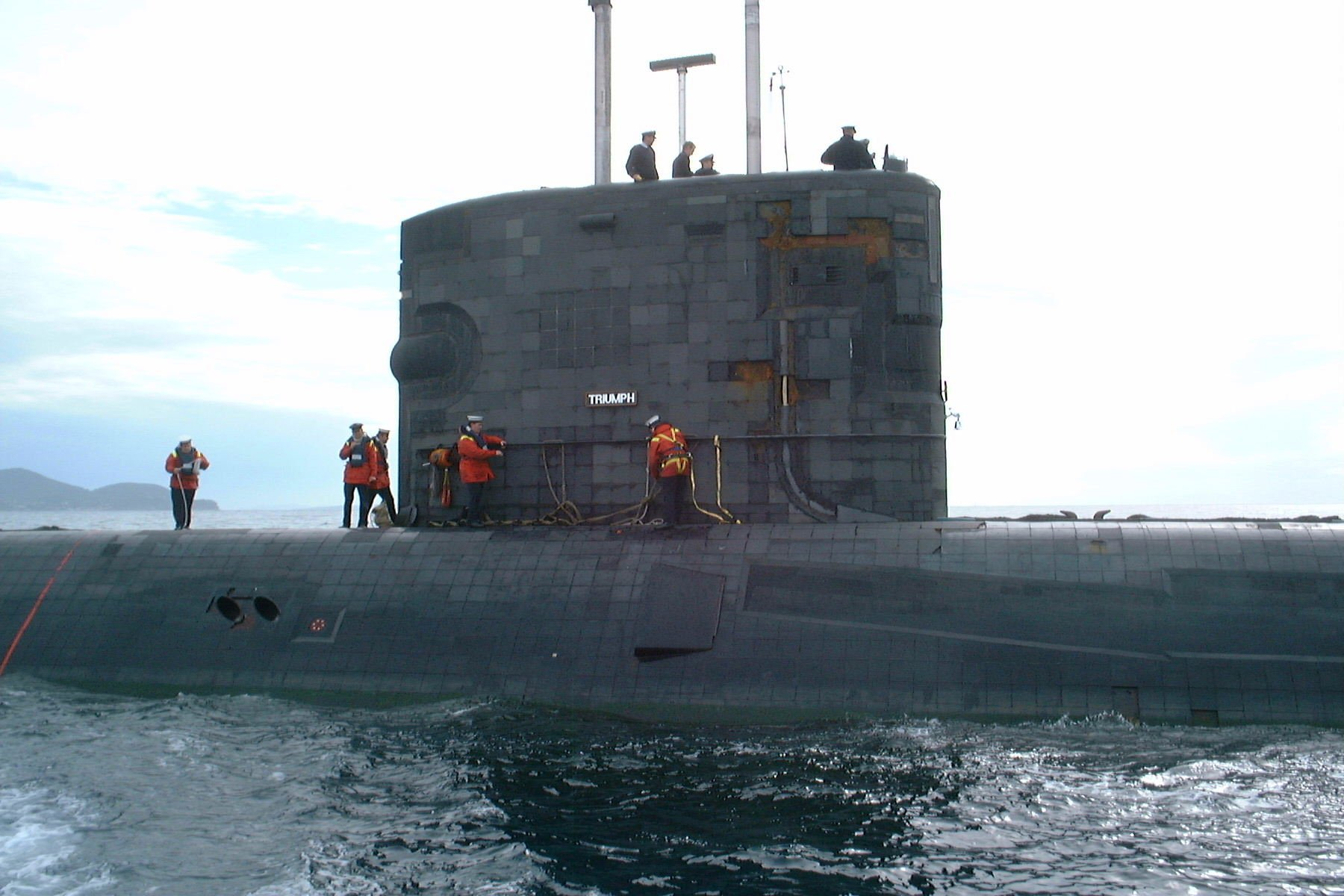
HMS Triumph S93 (2002).